# Joséphine Ouédraogo
Pour les articles homonymes, voir Ouedraogo.
Joséphine Ouédraogo-Guissou, née le 22 décembre 1949 à Koudougou (Haute-Volta), est une sociologue burkinabé. Elle a été ministre de l’Essor familial et de la Solidarité dans le gouvernement de Thomas Sankara de 1984 à 1987, directrice du genre et du développement et ensuite secrétaire exécutive adjointe par intérim de la Commission économique pour l’Afrique (CEA) avant d’être secrétaire exécutive d’Enda-Tiers Monde à Dakar. En novembre 2014, elle est désignée candidate au poste de président de la transition à la suite de la révolution de 2014 au Burkina Faso,, mais Michel Kafando obtient finalement le poste. Elle est ensuite ministre de la Justice de 2014 à 2016.

## Biographie
Joséphine Ouédraogo est née le 22 décembre 1949 à Koudougou en Haute-Volta (aujourd’hui Burkina Faso). Son père, Henri Guissou, est député de l’Afrique occidentale française au Parlement français et sa mère est illettrée. Elle est élevée dans la tradition culturelle mossi.
Elle fait ses études primaires à Koudougou. Son père est ambassadeur de la République de Haute-Volta à Paris de 1961 à 1972. Elle mène ses études secondaires à l’Institut de la Tour à Paris et obtient son baccalauréat en 1968.
Elle poursuit ensuite des études d’assistante de développement social à l’Institut de service social et de recherches sociales de Montrouge. Elle fait un stage de deux mois en Haute-Volta pour son mémoire de diplôme en 1969.
Elle obtient une licence de sociologie en 1974 à l’université René-Descartes. Elle exerce alors comme chargée d'études sociologiques auprès de la Société africaine d'études et de développement, afin d'évaluer les conséquences des projets ruraux de développement sur la vie paysanne et la condition des femmes. À partir de 1980, elle devient chargée d'études sociologiques au sein de l’Autorité des Aménagements des Vallées des Volta, département du ministère de l'Agriculture, d'où elle conduit différentes études concernant les schémas directeurs d'aménagement du territoire.
Politiquement indépendante, elle accepte le poste de ministre de l’Essor familial et de la Solidarité nationale proposé par le président Thomas Sankara à la suite du coup d’État de 1984. Elle met en place plusieurs politiques visant l'émancipation et l’égalité des femmes : élaboration du premier Code de la famille, lutte contre l'excision, le lévirat, la dot et la polygamie, interdiction du mariage forcé et précoce, lancement d'une politique nationale de planning familial, création des premières garderies populaires, coordination des secours aux populations sinistrées par la sècheresse (1984-1985), soutien à la grève des femmes de 1984, instauration d'un Centre d'encadrement et de formation des jeunes de la rue (INEPRO-Gampéla) dédié à l'accompagnement d'individus marginalisés (sans-domicile, mendiants, handicapés).
Elle occupe ce poste jusqu’en 1987, date de la prise de pouvoir de Blaise Compaoré. Elle quitte alors le pays, s'imposant un « exil volontaire » qui l'emmène jusqu'au Cameroun, où elle devient consultante indépendante à l’Institut panafricain pour le développement (IPD) de Douala.
En 1997, Joséphine Ouédraogo devient directrice du genre et du développement de la Commission économique pour l’Afrique (CEA). Elle occupe ensuite le poste de secrétaire exécutive adjointe par intérim de la CEA, depuis lequel elle élabore l'IDISA, l'indice d'inégalités entre les sexes en Afrique, appliqué à treize pays pilotes. En 2002, elle prend la tête du Centre africain pour le genre et le développement (CAGED) à Addis-Abeba, une structure intégrée au CEA.
Elle est ensuite secrétaire exécutive d’Enda-Tiers Monde à Dakar.
Rentrée au Burkina-Faso en 2012 pour le compte d'un cabinet de conseil, Joséphine Ouédraogo est appréciée en Afrique mais peu connue dans son propre pays. Elle fait néanmoins partie des cinq candidatures retenues à la présidence de transition du pays le 16 novembre 2014, après la révolution populaire ayant chassé Blaise Compaoré. Le diplomate Michel Kafando lui est finalement préféré pour s'installer au palais de Kossyam, mais elle rejoint néanmoins le gouvernement de transition mené par le lieutenant-colonel Isaac Zida en tant que ministre de la Justice, des Droits humains, de la Promotion civique et Garde des Sceaux. À ce poste, elle démocratise et autonomise un système juridique autoritaire et inféodé au pouvoir politique, « totalement pourri et corrompu, infiltré de bout en bout par le pouvoir, [où] l’assassinat était devenu un mode de gouvernance ». Elle rouvre également le dossier de l'assassinat de Thomas Sankara. En mars 2015, elle réunit 2000 protagonistes du système judiciaire burkinabè (juges, policiers, avocats, chefs coutumiers, activistes et associations) afin de signer un Pacte national pour le renouveau de la justice, dont la mise en œuvre est confiée à une autorité indépendante. Bessolé Réné Bagoro lui succède le 12 janvier 2016.